# سولتس کویافسکی
سولتس کویافسکی (به لاتین: Solec Kujawski، تلفظ: [ˈsɔlɛt͡s--kuˈjafskʲi]) یک شهر در لهستان است که در شهرستان بیدگوشچ واقع شده‌است.

## خصوصیات
سولتس کویافسکی ۱۸٫۶۸ کیلومترمربع مساحت و ۱۵٬۰۶۰ نفر جمعیت دارد.